# Naughty Mokoena
Naughty Mokoena, all'anagrafe William Mokoena (Johannesburg, 31 marzo 1975), è un ex calciatore sudafricano, di ruolo centrocampista.